# Oratoire Madonna delle Querce
L'Oratoire Madonna della Querce (en italien : Oratorio della Madonna della Querce) est un édifice religieux  catholique qui est situé via Palazzo dei Diavoli, dans le quartier de l'Isolotto, à la périphérie de Florence.

## Historique
L'édifice était à l'origine sous le patronat de la famille Mannelli dont les armoiries sont encore visibles, puis passa sous celui de la famille Antinori. La dénomination provient de la localité La Querce, où la famille possédait une villa de campagne.

## Description
L'édifice est de forme octogonale, à coupole et s'inspire des formes de Filippo Brunelleschi. L'oratoire est précédé d'un portique creusé au cours du Seicento, sur les parois duquel il reste des fragments de fresques attribuées à Paolo Schiavo, qui a aussi réalisé la décoration de l'intérieur avec les Évangélistes dans les tympans  ainsi que le retable de l'Assomption, signé  et daté  1460.
Le pavement en majolique a été restauré en 1898 et plus récemment par les Antinori.
L'édifice, première église du rione Isolotto, est encore dédié au culte.

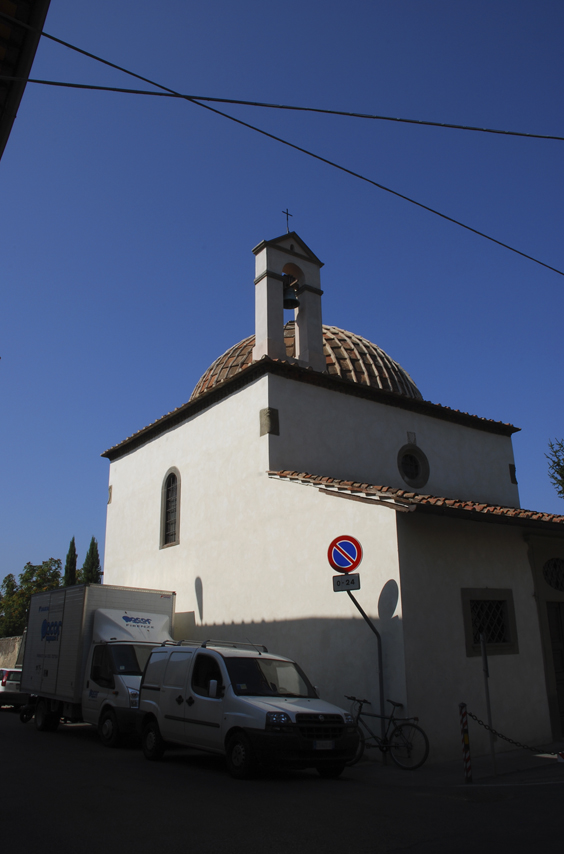
Extérieur.
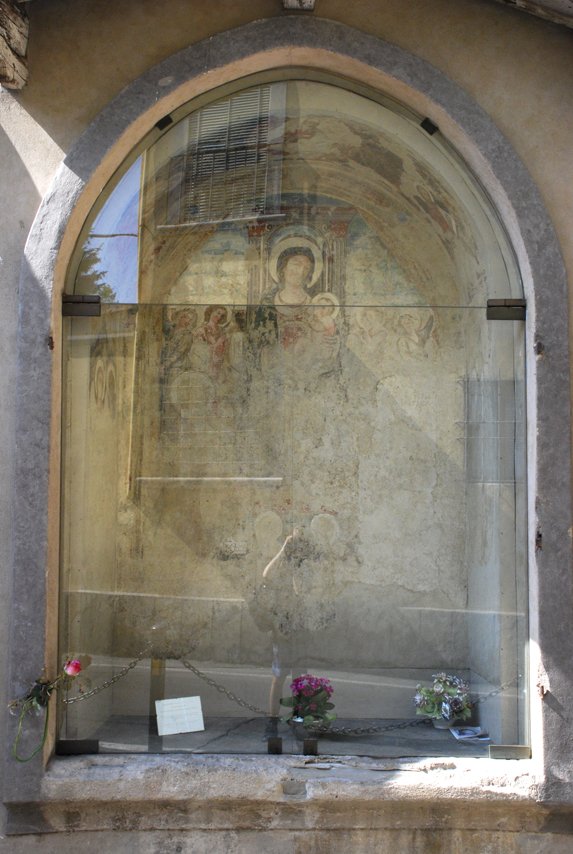
Le tabernacolo.
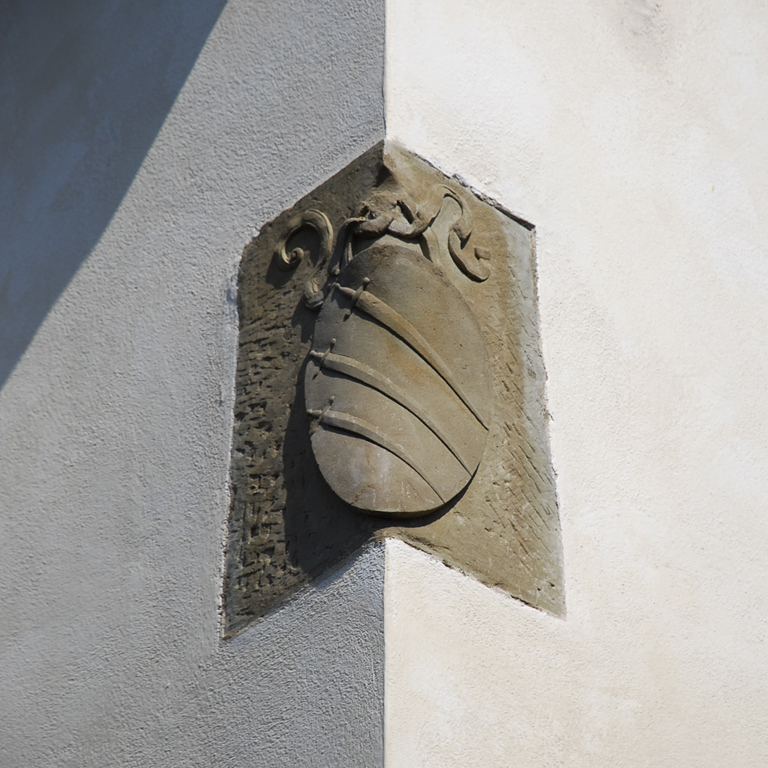
Armoiries des Mannelli.

## Sources
- (it) Cet article est partiellement ou en totalité issu de l’article de Wikipédia en italien intitulé « Oratorio della Madonna della Querce » (voir la liste des auteurs).